# Oreamnos americanus
A cabra-das-rochosas (Oreamnos americanus) ou cabra-da-montanha é um capríneo norte-americano, distribuído pelas Montanhas Rochosas, no Canadá e Estados Unidos.

## Comportamento
Social
As cabras-das-rochosas  possuem sociedades um pouco mais independentes e reservadas,com grupos vivendo separados entre as montanhas.
Tanto fêmeas quanto machos tentam demonstrar dominância no grupo,o grupo é liderado pela idade ou seja o mais velho comanda.
Normalmente as lutas ocorrem de 15 em 15 minutos,sendo normalmente feitas pelos machos,tais animais não são leais uns aos outros podendo abandonar o grupo diversas vezes em 1 mês.
Reprodução
As fêmeas tem 1 filhote a cada gestação,os filhotes dominam a capacidade de andar em 2 dias. As mães protegem os filhotes contra ataques de outras cabras do próprio grupo que procuram melhorar sua escala social.
Os filhotes se tornam adultos completos em 1 ano.
As fêmeas abandonam os filhotes a qualquer sinal de predadores,normalmente deixando-os como um alvo mais fácil que distraia o predador enquanto ela foge.